# Fòrint
El fòrint (de l'hongarès forint) és la moneda d'Hongria. El codi ISO 4217 és HUF i l'abreviació Ft. Se subdivideix en 100 fillér, fracció que des del 1999 ja no s'utilitza.

## El nom
El nom del fòrint prové de la ciutat de Florència, on des del 1252 s'encunyava una moneda d'or anomenada fiorino d'oro. A Hongria, sota el regnat de Carles Robert, des del 1325 també s'hi utilitzava una moneda d'or, el florentinus (més endavant anomenat forint), i molts països en van seguir l'exemple (vegeu Florí pel que fa a aquesta moneda d'ús arreu d'Europa). Entre el 1857 i el 1892, forint és com se'n deia en hongarès de la moneda de l'Imperi Austrohongarès, coneguda en alemany com a Gulden o Florin, que estava subdividida en 100 krajczár (o Kreuzer). Aquesta relació amb els florins fa que la moneda hongaresa també s'anomeni habitualment florí hongarès.

## Història
El fòrint va ser introduït l'1 d'agost del 1946 després de la gran inflació patida pel pengő als anys 1945-46. El procés fou dut a terme pel Partit Comunista Hongarès, que tenia el control dels ministeris, i l'èxit del forint fou capitalitzat pel partit i va contribuir a la presa dels poders de l'estat per part dels comunistes el 1948-49.

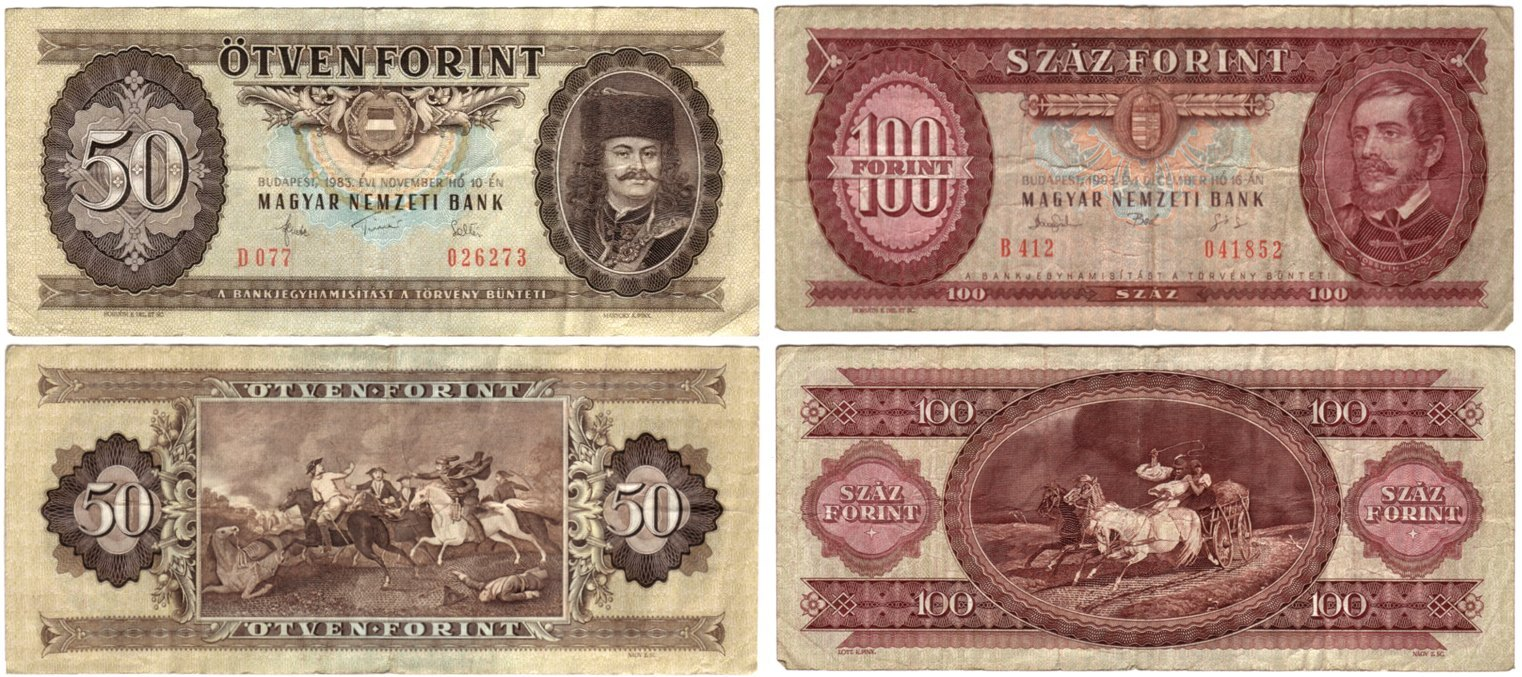
Bitllets de 50 fòrints (de 1983) i de 100 fòrints (de 1993)

Després de la seva introducció el 1946, el fòrint va romandre estable durant bastants anys, però va començar a perdre poder adquisitiu quan el sistema econòmic de l'estat socialista va perdre competitivitat durant els anys 70 i 80. Després del canvi democràtic de 1989-90, el fòrint va tenir índexs d'inflació anual d'un 35% durant tres anys, però les importants reformes de l'economia de mercat van ajudar a estabilitzar-lo. Des de l'any 2000, la relativa fortalesa del fòrint (especialment en comparació amb el dòlar dels Estats Units i, fins a cert punt, amb l'euro) és un obstacle per a la indústria hongaresa, fortament orientada cap a l'exportació, en relació amb els competidors estrangers que disposen de monedes menys fortes.
Com a part de la integració d'Hongria a la Unió Europea i al sistema monetari de l'euro, es preveu que el fòrint desaparegui a la dècada del 2020, depenent de la situació econòmica. Tal com estan les coses sembla, doncs, que Hongria seria l'últim dels nous membres de la UE a adoptar la moneda comuna.

## Monedes i bitllets
Emès pel Banc Nacional Hongarès (Magyar Nemzeti Bank), en circulen monedes de 5, 10, 20, 50, 100 i 200 fòrints, i bitllets de 200, 500, 1.000, 2.000, 5.000, 10.000 i 20.000 fòrints.

### Imatges dels bitllets actualment en circulació
| Valor          | Anvers                 |                           | Revers                 |                                                   |
| -------------- | ---------------------- | ------------------------- | ---------------------- | ------------------------------------------------- |
| 200 fòrints    | 200 fòrints            | El rei Carles I d'Hongria | 200 fòrints revers     | El castell de Diósgyőr                            |
| 500 fòrints    | 500 fòrints, anvers    | El príncep Ferenc Rákóczi | 500 fòrints revers     | El castell de Sárospatak                          |
| 1.000 fòrints  | 1.000 fòrints, anvers  | El rei Maties Corví       | 1.000 fòrints, revers  | La font d'Hèrcules del castell de Visegrád        |
| 2.000 fòrints  | 2.000 fòrints, anvers  | Gábor Bethlen             | 2.000 fòrints, revers  | El quadre Gábor Bethlen entre els seus científics |
| 5.000 fòrints  | 5.000 fòrints, anvers  | El comte István Széchenyi | 5.000 fòrints, revers  | La mansió Széchenyi a Nagycenk                    |
| 10.000 fòrints | 10.000 fòrints, anvers | El rei Esteve I d'Hongria | 10.000 fòrints, revers | Esztergom                                         |
| 20.000 fòrints | 20.000 fòrints, anvers | Ferenc Deák               | 20.000 fòrints, revers | L'antic Parlament a Pest                          |

## Taxes de canvi
- 1 EUR = 297,158 HUF (13 d'abril del 2015)
- 1 USD = 281,516 HUF (13 d'abril del 2015)